# Фридман, Давид
Давид Фридман (англ. David Freedman — Дэвид Фридман; 26 апреля 1898, Ботошаны, Королевство Румыния — 8 декабря 1936, Нью-Йорк) — американский писатель

 и драматург, сценарист, сатирик
, либреттист
.

## Биография
В 1902 году с родителями, Израилем и Сарой Фридман, переехал в Нью-Йорк. Отец работал театральным критиком в нью-йоркской прессе на идише. Закончил Сити-колледж в 1918 году и в сентябре того же года женился на скрипачке Ребекке Гудман (в замужестве Беатрис Фридман), из семьи иммигрантов из Кишинёва. Дебютировал серией коротких юмористических рассказов в 1922 году. С 1924 года зарабатывал на жизнь литературным трудом, в первую очередь скетчами для бродвейских мюзиклов и для радио. По его сценарию был снят комедийный короткометражный фильм «Blue Blazes» (1936) с Бастером Китоном в главной роли.
В 1925 году вышел роман Давида Фридмана «Мендель Маранц» (Mendel Marantz), написанный с характерным еврейским юмором. Уже в следующем году роман был переведён на русский язык Петром Охрименко (1888—1975) и опубликован четырьмя книжками в библиотечке журнала «Огонёк». Перевод приобрёл определённую известность, короткие юмористические фразы из рассказов стали расхожими и в частности цитируются одним из героев романа Анатолия Рыбакова «Дети Арбата». Комедию в 2-х действиях, 4-х картинах «Мендель Маранц, или необычайное превращение» написал Валентин Трахтенберг (1927). Аудиоспектакль «Мендель Маранц — лирическая комедия по рассказам Давида Фридмана» с Леонидом Каневским, Кларой Новиковой, Максимом Пинскером и Александром Котовым был выпущен издательским домом «Союз» в 2011 году. Этот же персонаж, Мендель Маранц, использовался автором в более поздних рассказах и пьесе «Mendel, Inc» (1929), экранизированной на Warner Bros. под названием «The Heart of New York» в 1932 году. По мотивам книги драматургом Борисом Рацером и композитором Владимиром Шаинским был написан музыкальный комедийный спектакль в 2-х действиях «Пол-Нью-Йорка мне теперь родня», поставленный московским театром «Шалом» (премьера в 1996 году).
В последующие годы Давид Фридман опубликовал несколько беллетризованных жизнеописаний, в том числе Эдди Кантора «My Life Is in Your Hands» (1928, номинирована на Пулитцеровскую премию), «Phantom Fame» (1931), Флоренза Зигфелда «Ziegfeld: the Great Glorifier» (1934). Две последние были экранизированы соответственно в 1932 и 1945 годах как «The Half-Naked Truth» (Полуобнажённая правда) и «Ziegfeld Follies» (Безумства Зигфелда). Фридман также написал сценарий для двух театральных постановок на Бродвее «Безумства Зигфелда», вышедших уже после смерти Флоренза Зигфелда в 1934 и 1936 годах. По его скетчам было поставлено также музыкальное ревю «Жизнь начинается в 8:40» (Life Begins at 8:40) на музыку Гарольда Арлена и стихи Айры Гершвина и Йипа Харбурга.

## Семья
У Давида Фридмана было четверо детей, один из которых — Дэвид Ноэл Фридман (1922—2008) — стал известным востоковедом, библеистом и археологом. Другой сын — Бенедикт Фридман (1919—2012) — как и отец стал писателем (десять из его романов были написаны в соавторстве с женой — Нэнси Фридман, урождённой Марс, 1920—2010), был также профессором математики Оксидентал-колледжа в Лос-Анджелесе (отдельные научные труды были им написаны совместно с сыном — математиком Майклом Фридманом).

## Публикации на русском языке
- Мендель Маранц. Библиотечка журнала «Огонёк» № 77. М.: Огонёк, 1926.
- Надельсон и Шнапс. Библиотечка журнала «Огонёк» № 103. М.: Огонёк, 1926.
- Мендель Маранц меняет квартиру. Библиотечка журнала «Огонёк» № 123. М.: Огонёк, 1926.
- Возвращение Менделя Маранца. Библиотечка журнала «Огонёк» № 126. М.: Огонёк, 1926.
- Мендель Маранц. М.: Academia, 1930.
- Мендель Маранц. Художник — Ирма Немак. М.: Реплика ЦДРИ, 1991.
- Мендель Маранц. Лирическая комедия по рассказам Давида Фридмана. Аудиокнига. М.: Союз, 2011.
- Мендель Маранц. Роман, рассказы. Ретро библиотека приключений и научной фантастики. М.: Престиж Бук, 2019.